# Quintus (geslacht)

Geslachtwapen (1838)

Quintus is een Nederlands geslacht waarvan leden sinds 1817 tot de Nederlandse adel behoren.

## Geschiedenis
De stamreeks begint met Jan Jansen, vermeld in Groningen in 1594 en zeepzieder aldaar; hij overleed na 1622. Zijn kleinzoon werd militair in Statendienst en bestuurder. Andere nazaten werden ook bestuurder (onder andere burgemeester) van stad of provincie Groningen. Bij Koninklijk Besluit van 27 december 1817 werd de eerste Quintus verheven in de Nederlandse adel; de derde en laatste verheffing vond plaats in 1927.
In 2003 waren er nog twee mannelijke telgen in leven: de chef de famille en diens zoon, beiden niet wonende in Nederland.

## Bekende telgen
- mr. Justus Datho Quintus (1733-1817), lid van Provinciale Staten en van Gedeputeerde Staten, burgemeester van Groningen
  - jhr. mr. Willem Jan Quintus (1778-1839), lid van Provinciale Staten en lid van de Tweede Kamer
    - jhr. mr. Johan Wichers Quintus (1807-1864), notaris en lid Eerste Kamer
    - jhr. mr. Roelof Antonius Quintus (1816-1894), burgemeester van Oldekerk en Zuidhorn
      - jhr. mr. Johan Wichers Quintus (1854-1931), rechter en raadsheer gerechtshof
        - jhr. Roelof Antonius Quintus (1880-1954), bedrijfsdirecteur
          - jhr. Johan Wichers Quintus (1913-1986), directeur HAL (France)
            - jhr. mr. Roelof Antonius Quintus (1947), directeur onderneming, chef de famille
              - jhr. Johan Wichers Quintus (1976), werkzaam bankwezen (2003), vermoedelijke opvolger als chef de famille

    - jhr. mr. Jacobus Johannes Aricius Quintus (1823-1891), gehuwd met (1) jkvr. Meinardina Adriana de Marees van Swinderen (1826-1854), een telg uit het geslacht Van Swinderen; (2) Christina Maria Woldringh (1826-1907)
      - (2) jkvr. Christina Jacoba Quintus (1864-1932), gehuwd met jhr. mr. dr. Edzard Tjarda van Starkenborgh Stachouwer (1859-1936)

  - jhr. Onno Joost Quintus (1781-1872), gehuwd met Clara Elisabeth Lewe van Middelstum, dochter van Egbert Lewe van Middelstum
    - jhr. Justus Datho Lewe Quintus (1811-1889), kantonrechter, lid van Provinciale Staten en van Gedeputeerde Staten